# Berty Albrecht
Berty Albrecht, geborene Berthe Pauline Mariette Wild (* 15. Februar 1893 in Marseille; † 31. Mai 1943 im Gefängnis von Fresnes, Département Val-de-Marne bei Paris) war eine französische Widerstandskämpferin. Sie wurde nach dem Krieg in der Krypta des Mémorial de la France combattante am Mont Valérien beigesetzt.

## Leben
Berty (manchmal auch Bertie oder Berthie geschrieben) Albrecht stammte aus einer protestantischen bürgerlichen Familie, die in Marseille ansässig wurde. Ihre Vorfahren kamen aus der Schweiz. Sie studierte in Marseille, danach in Lausanne und erhielt 1911 das Krankenschwester-Diplom. Daraufhin ging sie nach London, wo sie als Betreuerin in einem Internat für junge Mädchen tätig war. Zu Beginn des Ersten Weltkriegs kehrte sie nach Marseille zurück und arbeitete für das Rote Kreuz an mehreren Militärkrankenhäusern.
1918 heiratete Berty in Rotterdam den niederländischen Bankier Frédéric Albrecht, mit dem sie zwei Kinder hatte, Frédéric und Mireille. Die Familie wohnte in den Niederlanden und zog 1924 nach London. Dort lernte Berty Albrecht englische Feministinnen kennen und setzte sich für die Gleichstellung der Frauen ein. Sie trennte sich von ihrem Ehemann und ging 1931 nach Paris, wo sie Victor Basch, Professor an der Sorbonne und Präsident der Liga zur Verteidigung der Menschen- und Bürgerrechte kennenlernte. In einem Land, in dem die Frauen kein Wahlrecht besaßen, es fast keine Empfängnisverhütung gab und die Abtreibung streng bestraft wurde, gründete sie 1933 die feministische Zeitschrift Le Problème sexuel.
1937 machte Berty Albrecht eine Ausbildung an der Schule Surintendantes d’usine, deren Direktorin Jane Sivadon war. Danach arbeitete sie als Sozialarbeiterin in einem Betrieb für optische Geräte.

### Antifaschismus und Résistance
Berty Albrecht lehnte den Nationalsozialismus ab und nahm 1933 deutsche Flüchtlinge in ihrer Villa La Farigoulette im Ortsteil Beauvallon von Sainte-Maxime auf. Dort begegnete sie dem späteren Hauptmann Henri Frenay, der zu der Zeit der nationalistischen Rechten angehörte. Er wurde von Berty stark beeinflusst und es entstand eine tiefe Beziehung zwischen den beiden.
1940 war Berty Albrecht Geschäftsleiterin in den Fulmen-Werken in Clichy und Vierzon. Berty Albrecht und Henri Frenay, der von Philippe Pétain enttäuscht war, gründeten Ende 1940 das „Mouvement de Libération Nationale“, aus dem die Widerstandsgruppe Combat hervorging. Ab Dezember desselben Jahrs beteiligte sich Berty Albrecht zusammen mit Henri Frenay an der Herausgabe und Verbreitung der zweimal wöchentlich erscheinenden Untergrundzeitschrift Le Bulletin. Gemeinsam gaben sie danach noch zwei weitere Zeitungen heraus: Les Petites Ailes de France, die dann in Vérités umbenannt wurde und Combat. Dank ihrer Kontakte zu Berty Albrecht konnten Pierre de Froment und Robert Guédon ihre Widerstandstätigkeiten fortführen. 
Ende 1941 wurde General Charles de Gaulle von Berty Albrecht und Henri Frenay als Symbolfigur des Widerstands anerkannt. Sie kritisierten jedoch, dass sie sich seiner Autorität unterstellen sollten.

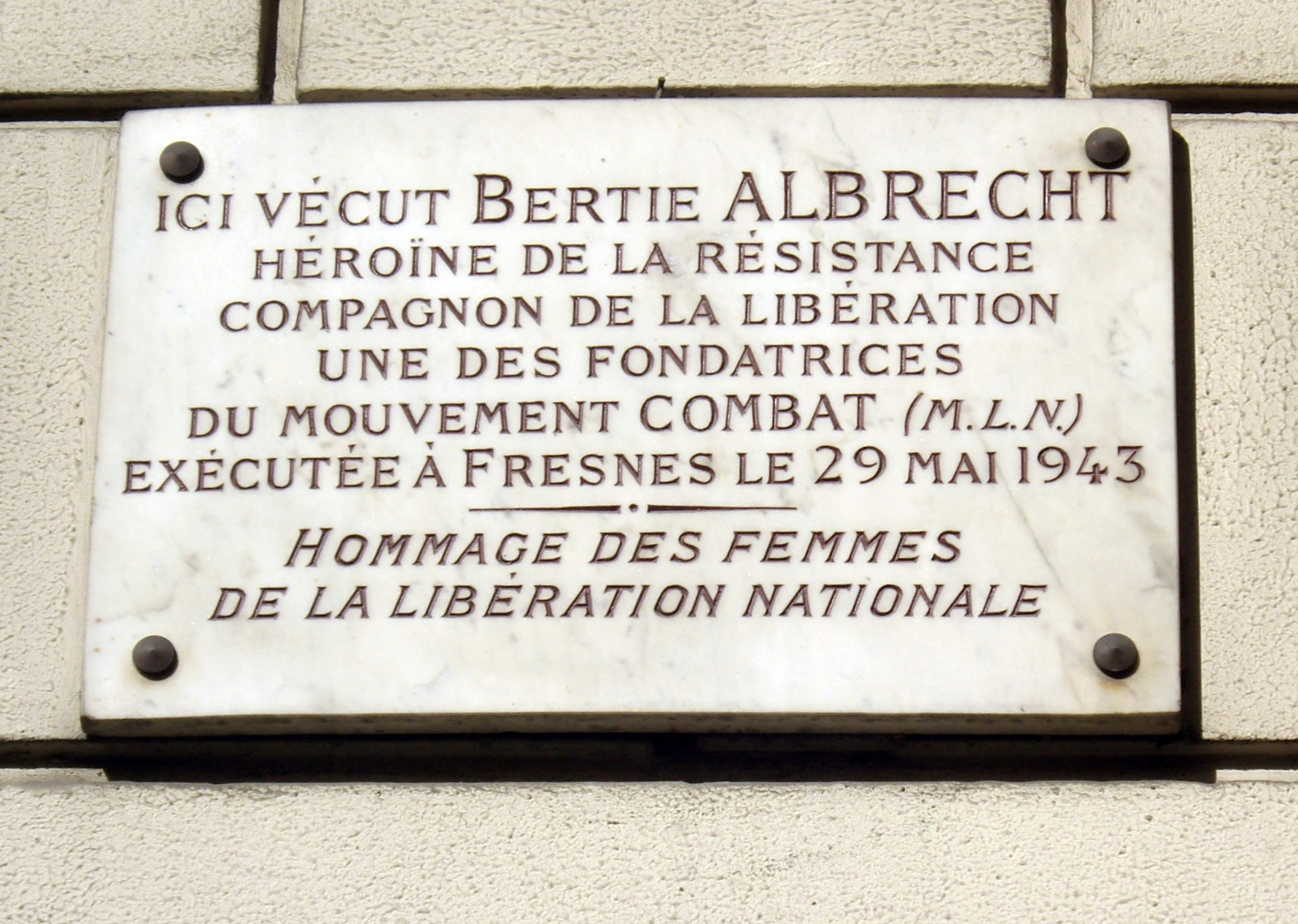
Gedenktafel, 16 rue de l’Université, Paris 7

1941 arbeitete Berty Albrecht am Amt für Arbeitslose in der Stadt Lyon. Als Beamtin des französischen Staates und als bekannte Aktivistin vor dem Krieg wurde sie von der französischen Polizei und auch von den dortigen deutschen Behörden überwacht. Sie hatte einen Sozialdienst eingerichtet, der inhaftierten Aktivisten und ihren Familien half. 1942 wurde Berty Albrecht vom Inlandsgeheimdienst Surveillance du Territoire festgenommen. Sie konnte flüchten und ging in den Untergrund. Im November 1942 besetzten deutsche Truppen auch die bis dahin unbesetzte Südzone Frankreichs, die der Vichy-Regierung unterstand, wodurch die Lage der Résistance verschlimmert wurde.
Am 28. Mai 1943 wurde Berty Albrecht in Mâcon von der Gestapo festgenommen und von Klaus Barbie und anderen gefoltert. Sie wurde im Fort Montluc inhaftiert, das den Deutschen als Gefängnis diente. Am 31. Mai 1943 wurde Berty Albrecht in das Gefängnis von Fresnes verlegt, wo sie sich in derselben Nacht noch durch Erhängen das Leben nahm. Ihre Leiche wurde im Gemüsegarten des Gefängnisses begraben, im Mai 1945 dort aufgefunden und umgebettet. Sie ruht in dem Grab Nummer 5 des Mémorial de la France combattante auf dem Mont Valérien. Sie und Renée Lévy sind die einzigen Frauen, die dort begraben liegen.

## Auszeichnungen
- Compagnon de la Libération: Berty Albrecht erhielt zusammen mit fünf anderen Frauen den von Charles de Gaulles gestifteten Ordre de la Libération zuerkannt.[1]
- Médaille militaire, posthum
- Croix de guerre 1939–1945 mit Palmenzweig
- Médaille de la Résistance mit Rosette
- Im Neuen Stadtquartier Düsseldorf-Derendorf wurde im Jahr 2009 der Berty-Albrecht-Park nach ihr benannt.[3]

## Bibliographie
- Mireille Albrecht: Berty. Éditions Robert Laffont, Paris 1986, und Vivre au lieu d’exister, Éditions du Rocher, 2002
- Dominique Missika: Berty Albrecht. Éditions Perrin, Paris 2005, ISBN 2-286-01291-1.
- Henri Frenay: La nuit finira. Éditions Robert Laffont, Paris 1973
- Marie Granet, Henri Michel: "Combat". Histoire d’un mouvement de Résistance, Presses universitaires de France (PUF), Paris 1957
- Michèle Fabien: Claire Lacombe et Berty Albrecht. Actes Sud Papiers, Aix-en-Provence 1987